# Gabriel Danse
Gabriel Danse, seigneur d'Hécourt, de Villers-sur-Thère, de Bourguillemont et de Laversines, né le 19 décembre 1732 à Laversines et mort le 24 janvier 1748 à Beauvais, est un négociant et manufacturier français.

## Biographie
Gabriel Danse est le fils de Claude Danse de Froissy, marchand de toiles de la Manufacture de Beauvais, échevin et juge-consul de Beauvais, et de Suzanne Ticquet (fille du maire Nicolas Ticquet). Sa sœur Jeanne est la grand-mère de Jean Charles Pierre Lenoir ; son frère Lucien, marié à la sœur de l'abbé Dubos, est l'ancêtre de Jean-Charles Danse-Renault. Il épouse en 1690 avec Marie Jeanne de Nully.
Négociant à Beauvais, il crée des comptoirs de vente de draps en Amérique du Sud et de paiement en doublons d'or et d'argent dont le Roi se réserve la moitié en échange de ses lettres de créance autorisant les voyages. Il obtient un charge de capitaine des bourgeois et habitants de la cité en 1794 et est élu juge-consul l'année suivante. Le 24 février 1703, il se fait pourvoir l'office de conseiller du roi, lieutenant du maire de la ville de Beauvais.
À partir de 1703, il avance d'importantes sommes à Philippe Béhagle et lorsque, en 1706, une aile de la Manufacture de Beauvais s'écroule, les Danse en effectuent les travaux de restauration. Après la mort de ce dernier, il fait des offres de reprise pour prendre le contrôle de la Manufacture royale de tapisserie de Beauvais, en difficulté de gestion, que Louis XIV accepte le 29 août 1709, et devient ainsi chargé de la Manufacture, c'est-à-dire en assure la direction. Il développe l'affaire de négoce de manufacture de tapisserie de Beauvais et, après de bons débuts, fait la proposition de diriger, en association avec Pierre Filleul, la Manufacture pour vingt ans, mais, par lettres patentes du 3 février 1711, le roi accorde finalement la manufacture pour une durée de trente ans à Gabriel Danse et aux frères Pierre et Étienne Filleul. Après s'être retiré, il commandite les Filleul,.
Le 28 janvier 1717, il obtient la charge anoblissante d'écuyer valet de chambre du Régent Philippe d'Orléans.
Dit le « magnifique », à la tête d'une fortune estimée autour d'un million de livres, il est également un important propriétaire. Ainsi, par héritage ou achats, il détient plusieurs seigneuries, le château de Villers-sur-Thère et une vingtaine de fermes sur trente paroisses. Héritier de la maison à l'enseigne du Pélican, il rachète les anciennes maisons de Nicolas Le Prince et de la Crotte et fait construire l'hôtel du Pélican en 1725. Son principal héritier sera son neveu Pierre Georges Marie de Nully d'Hécourt.

## Hommages
- rue Gabriel-Danse, Beauvais
- rue Gabriel-Danse, Allonne

## Sources
- Pierre Goubert, Familles marchandes sous l'Ancien Régime : les Danse et les Motte, de Beauvais, 1959.
- Albert Soboul, Guy Lemarchand, Michèle Fogel, Le siècle des Lumières. Volume 11, PUF, 1977
- Guy Lemarchand, Pascal Dupuy, Yannick Marec, Féodalisme, société et Révolution française : études d'histoire moderne, XVIe – XVIIIe siècles, Comité régional d'histoire de la Révolution, 2000
- Jean Ganiage, Beauvais au XVIIIe siècle : Population et cadre urbain, CNRS Éditions, 2013
- Jean Coural, Beauvais : Manufacture nationale de tapisserie, 1992